# Luca Savelli di Giovanni

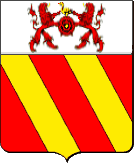
Stemma famiglia Savelli

Luca Savelli di Giovanni (Roma, ... – Roma, 1309) è stato un militare e politico italiano, primo Maresciallo di Santa Romana Chiesa.

## Biografia
Figlio di Giovanni e di Giacoma Orsini, militò giovanissimo sotto le insegne di Carlo I d'Angiò, re di Napoli, che nel 1271, dopo la morte di papa Clemente IV, lo elesse custode del Sacro Collegio, carica ereditaria e fino al 1712 della famiglia Savelli. Nel 1272 il re investì Luca Savelli della contea di Venafro e nel 1274 combatté col grado di capitano a Todi contro i ghibellini: nel 1277 fu eletto podestà della città. Fu podestà di Spoleto nel 1276 e di Foligno nel 1278. Nel 1280 venne eletto capitano generale del Patrimonio di San Pietro e nel 1284 fu podestà di Viterbo. Dal 1303 al 1304 fu eletto senatore di Roma.
Morì dopo il 1305, anno in cui fu custode del conclave in cui venne eletto papa Clemente V.

## Discendenza
Luca ebbe tre figli:
- Giovanni (?-dopo 1322), politico
- Petruccio
- Pandolfo (?-dopo 1330), religioso